# Lonc temps ai estat cubertz
Lonc temps ai estat cubertz è una canzone in lingua occitana antica composta dal trovatore Raimbaut d'Aurenga nel XII secolo.

## Contenuto
L'opera è ascrivibile al genere del gap di modestia (o anti-gap), in cui cioè il tradizionale carattere autoelogiativo del gap - in quanto canzone di "vanto" - diviene commiserevole.
L'argomento è una sorta di confessione dell'autore circa la propria perduta virilità («desertz d'aicels per qu'om pela.l cais»: "privo di quelle cose grazie alle quali ci si rade la barba") e di conseguente rassicurazione nei confronti di quanti reputino Raimbaut un corteggiatore insidioso.

### Linhaure
Si ritiene che il celebre senhal «Linhaure» (e varianti Lignaura / Lingnaura / Lignaure), più volte messo in versi dai trovatori nel riferirsi a Raimbaut, abbia origine da una vicenda di evirazione narrata nel Lai d'Ignaure. Il filologo Luciano Rossi suggerisce che possa esser stato lo stesso poeta ad appropriarsi enfaticamente dell'appellativo, utilizzandolo come espediente narrativo, e che pertanto non sia il senhal a derivare dall'opera di Raimbaut (come largamente asserito in ambito accademico), ma il contrario. A sua volta, Rossi ipotizza che dietro la nascita del senhal ci sia un gioco di parole etimologico linh + aura ("lignaggio aureo").  Non sussistono ad ogni modo elementi per ascrivere la circostanza a fatto biografico.

## Struttura
Il gap consta di 8 coblas unissonans di 6 eptasillabi secondo lo schema metrico ABCBDD e di una tornada di 2 versi.